# Baracoa
Baracoa (früher: „Villa de Nuestra Señora de la Asunción de Baracoa“) ist eine Stadt und ein Municipio im Osten Kubas und gehört zur Provinz Guantánamo. Sie liegt an der „Bahía de Miel“ (spanisch für: „Honigbucht“) und wird von der „Sierra del Purial“ umgeben. Die breite Gebirgskette ist auch der Grund für die Abgeschiedenheit der Stadt. Vor der Revolution war Baracoa nur über den Seeweg erreichbar.
Der spanische Eroberer und erste Gouverneur von Kuba, Diego Velázquez, gründete im Jahre 1511 die Stadt Baracoa an eben jener Stelle, an der Christoph Kolumbus auf seiner ersten Entdeckungsreise am 27. November 1492 ankerte. Dies macht Baracoa zur ältesten spanischen Siedlung auf der Insel.
Der Stadtname hat seinen Ursprung in der indigenen Sprache der Arauaca. Demnach steht „Baracoa“ für „Gegenwart des Meere“. Die Tatsache, dass Baracoa zu jener Zeit Hauptstadt der Karibikinsel war, verschaffte ihr den Spitznamen „Ciudad Primada“ (spanisch für: „Erste Stadt“).
Die historische Altstadt weist einen Stilmix aus klassizistischen Gebäuden mit starken französischen Einflüssen auf. Das unterscheidet Baracoa von vielen im Kolonialstil erbauten Städten Kubas.

## Geografie
Das Municipio Baracoa hat eine Gesamtfläche von 974,36 km², von der 95 % gebirgiges Gelände ist. Die Stadt wirbt mit dem Satz: „Baracoa heißt Natur“. Und tatsächlich ist Baracoa die wohl grünste Stadt Kubas. Die üppige Vegetation der umgebenden Gebirgskette „Sierra del Purial“ ist bis weit in die Stadt hinein zu sehen. Das Umland beherbergt eines der besterhaltenen Ökosysteme der Insel.
Die Gemeinde grenzt im Norden an den Atlantischen Ozean. Die Stadt selbst liegt an der „Bahía de Miel“. Das Municipio Yateras bildet die westliche Grenze, San Antonio del Sur und Imías die südliche. Im Osten schließt sich das Municipio Maisí an.

### Klima
|                       | Jan  | Feb  | Mär  | Apr  | Mai  | Jun  | Jul  | Aug  | Sep  | Okt  | Nov  | Dez  |   |      |
| Mittl. Tagesmax. (°C) | 28,3 | 27,5 | 28,6 | 29,7 | 30,5 | 31,6 | 31,8 | 32,2 | 31,9 | 31,1 | 29,2 | 28,1 | ⌀ | 30,1 |
| Mittl. Tagesmin. (°C) | 20,2 | 19,2 | 19,9 | 21,3 | 22,4 | 23,1 | 23,6 | 23,7 | 23,2 | 22,5 | 21,5 | 20,5 | ⌀ | 21,8 |
|                       |      |      |      |      |      |      |      |      |      |      |      |      |   |      |
| Niederschlag (mm)     | 218  | 143  | 141  | 147  | 284  | 168  | 186  | 196  | 186  | 356  | 334  | 342  | Σ | 2701 |

| 20,2 |

| 19,2 |

| 19,9 |

| 21,3 |

| 22,4 |

| 23,1 |

| 23,6 |

| 23,7 |

| 23,2 |

| 22,5 |

| 21,5 |

| 20,5 |

| 20,2 |

| 19,2 |

| 19,9 |

| 21,3 |

| 22,4 |

| 23,1 |

| 23,6 |

| 23,7 |

| 23,2 |

| 22,5 |

| 21,5 |

| 20,5 |

Mit über 85 % ist die Luftfeuchtigkeit sehr hoch.

## Geschichte

### Entdeckung durch Christoph Kolumbus

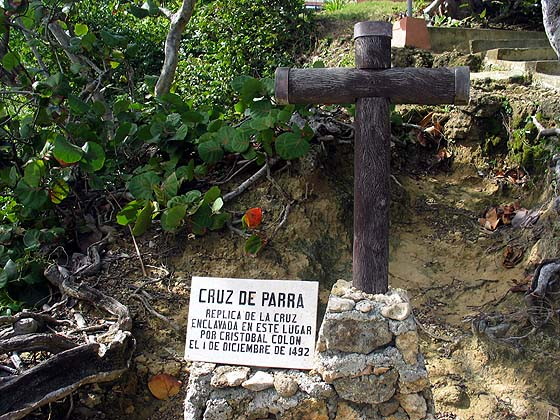
Cruz de la Parra, Replikat

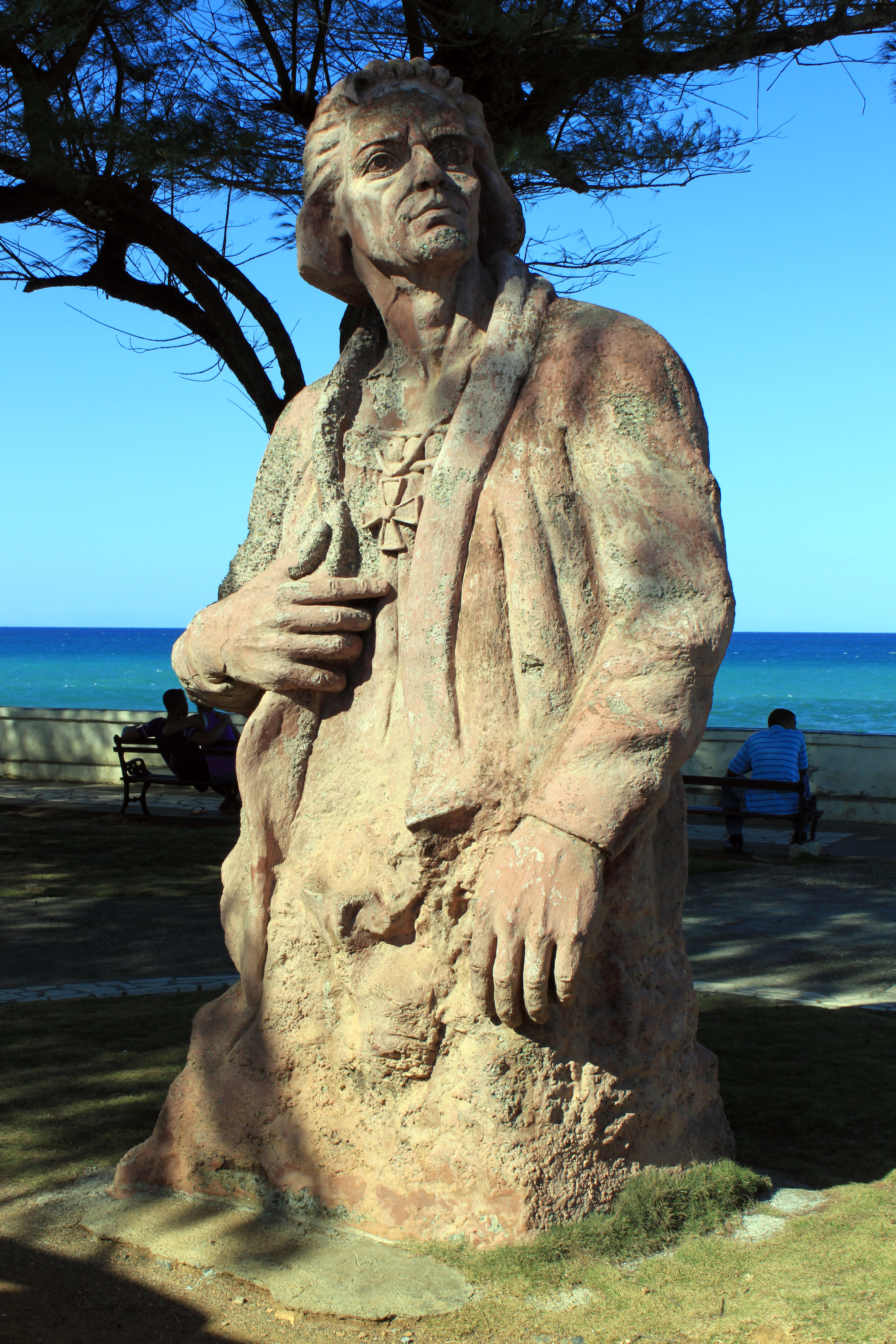
Statue von Christoph Kolumbus

Am 28. Oktober 1492 entdeckte Christoph Kolumbus auf seiner ersten Entdeckungsreise Kuba. In der Folge erkundete er die Karibik und erreichte am 27. November 1492 schließlich den Ort der heutigen Stadt Baracoa. Dort notierte er in seinem Logbuch: „[...] Unter südwestlichem Winde erreichte ich die Stelle, wo ich die vermeintliche Einfahrt in den Meereseinschnitt wahrgenommen hatte. Hier konnte ich feststellen, daß es sich um eine geräumige Bucht handelte, die im äußersten Südosten von einem Vorgebirge geschlossen wurde, aus welchem sich ein hoher, viereckiger Berg erhob, der von weitem das Vorhandensein einer Insel vorgetäuscht hatte. [...]“
An 29 Orten in Amerika errichtete Kolumbus christliche Kreuze. Das Cruz de la Parra, welches er in Baracoa aufstellte, ist das letzterhaltene Kreuz und damit das älteste christliche Symbol in der Neuen Welt. Es kann heute in der „Catedral Nuestra Señora de la Asunción“ besichtigt werden.

### Stadtgründung
Am 15. August 1511 gründete der spanische Eroberer und erste Gouverneur Kubas, Diego Velázquez de Cuéllar, die Stadt Baracoa. Der Gründung gingen Kämpfe mit dort lebenden Ureinwohnern voraus, die von Hatuey, dem Häuptling der Taíno, angeführt wurden. Dieser war mit 400 Indios noch vor Diego Velázquez aus Hispaniola übergesetzt und wollte die kubanischen Ureinwohner vor den grausamen Spaniern warnen. Doch nur wenige schlossen sich seinem Guerillakrieg an und so wurde Hatuey am 2. Februar 1512 gefangen. Sie banden ihn an einen Pfahl und verbrannten ihn bei lebendigem Leibe.

### Jahre der Isolation
Als erste Stadt auf Kuba wurde Baracoa sogleich Hauptstadt. Schnell erwies sich die abgeschiedene Lage jedoch als hinderlich für die spanischen Eroberer. Schon 1515 verlegte Diego Velázquez seinen Wohnsitz nach Santiago de Cuba und Baracoa verlor ihren Hauptstadtstatus.
Baracoa geriet in Vergessenheit und in eine lange Phase der Isolation. Zum Schutz vor Piraten errichteten die Spanier deshalb die „Fortaleza la Matachíne“, ein „Castillo de Seboruco“ und das „Fuerte de la Punta“. In der Folge betrieben Einwohner illegalen Handel mit Engländern und Franzosen. Im 19. Jahrhundert brachten französische Siedler aus Haiti den Kakao- und Kaffeeanbau in die Stadt.
In den kubanischen Unabhängigkeitskriegen diente Baracoa als Rückzugsgebiet. So hielten sich auch die heutigen Nationalhelden Antonio Maceo und José Martí zeitweilig in der Stadt auf.

### Kubanische Revolution
Noch bis kurz nach der kubanischen Revolution war Baracoa nur über den Seeweg oder kleine, unbefestigte Wege zu erreichen. In den Jahren 1964 und 1965 ließen die Revolutionäre um Fidel Castro die La Farola errichten – eine 120 km lange Bergstraße. Die schwierige Strecke quer über die „Sierra del Purial“ verlängert die Carretera Central und verbindet Baracoa erstmals auf dem Landweg mit dem restlichen Kuba. Die Straße gilt als Paradebeispiel für die Errungenschaften der Revolutionäre.

## Sehenswürdigkeiten

### Ciudad Baracoa

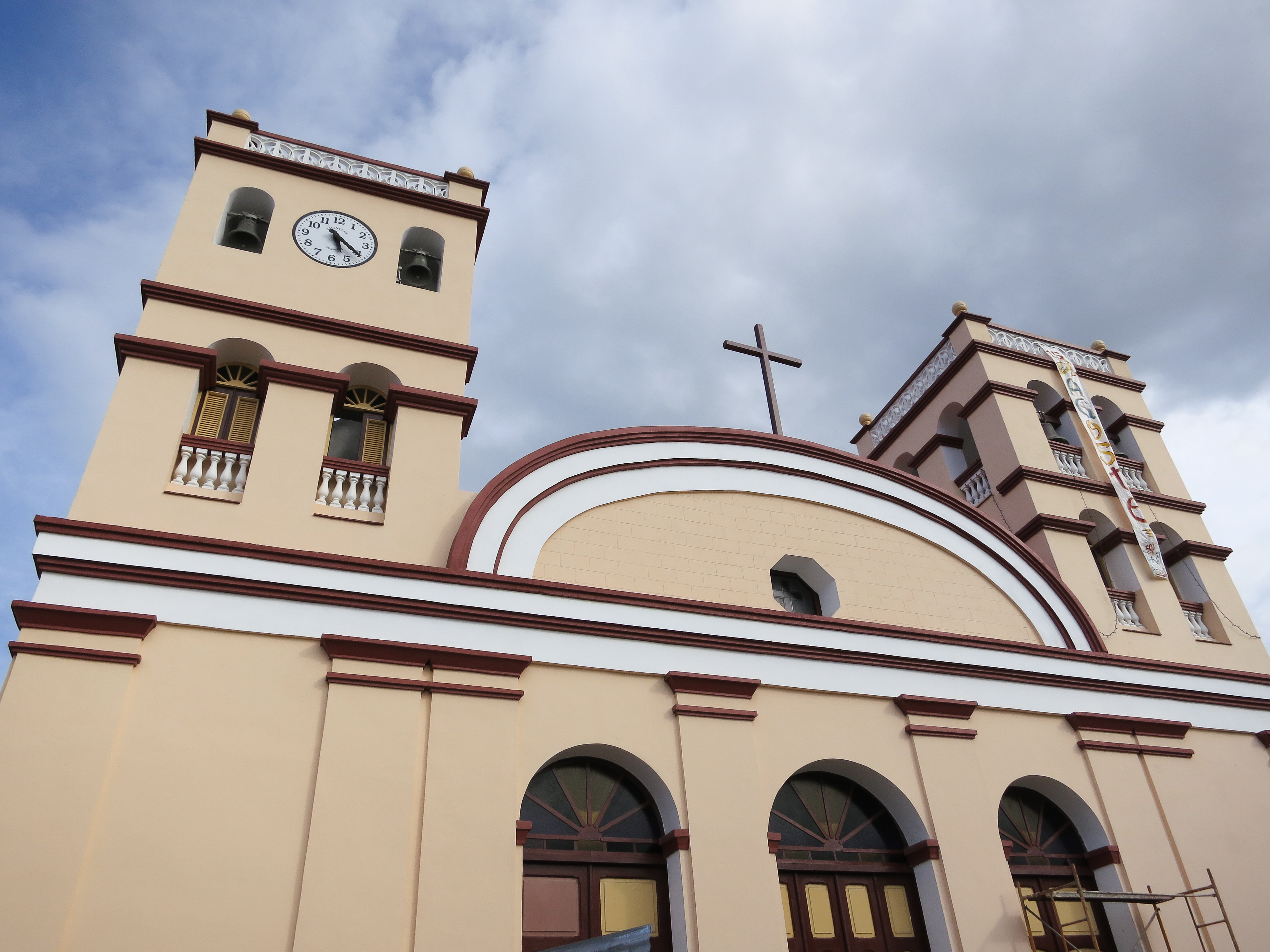
Kirche von Baracoa, kurz vor Abschluss der Restauration

Das „Castillo de Seboruco“ liegt auf einem Hügel im Zentrum der Stadt. Ebenso wie die „Fortaleza la Matachíne“ und das „Fuerte de la Punta“ wurde das Castillo zum Schutz vor Piraten erbaut. Die gute Aussicht über die gesamte Bucht war ausschlaggebend für die Errichtung. Heute dürfen die Gäste des Hotels „El Castillo“ den Blick genießen.
Die „Fortaleza la Matachíne“ ist eine Festungsanlage am südöstlichen Ende des „Malecón“. Sie wurde in der Zeit der spanischen Kolonialherrschaft zum Schutz vor Piraten errichtet. Heute beheimatet die Festung auch das „Museo Provincial“, das sich mit der regionalen Geschichte beschäftigt. Es werden unter anderem präkolumbianische Artefakte ausgestellt und Fundstücke aus der Kolonialzeit. Der naturwissenschaftliche Teil der Ausstellung zeigt die Besonderheiten kubanischer Flora und Fauna.
Das „Fuerte de la Punta“ ist eine kleine Festungsanlage am nordwestlichen Ende des „Malecón“. Sie diente in der Kolonialzeit ebenfalls dem Schutz vor Piraterie. Heute beherbergt sie ein kleines Restaurant.
Die Uferstraße „El Malecón“ erstreckt sich über die gesamte Länge der Stadt. Sie beginnt am „Fuerte de la Punta“ und endet an der „Fortaleza la Matachíne“. Immer sonnabends findet hier ein bunter Bauernmarkt statt.
Das „Hotel La Rusa“ liegt direkt am „Malecón“ Baracoas. Es gehörte einst der russischen Prinzessin Magdalena Rowenskaja, die nach der Oktoberrevolution 1917 von Russland nach Kuba floh. Sie eröffnete ein Restaurant und gab Gesangsunterricht. Als begeisterte Anhängerin der kubanischen Revolution gab sie unter anderem den Guerrilleros Fidel Castro und Ernesto Che Guevara Unterschlupf. Im Eingangsbereich des Hotels sind persönliche Gegenstände und einige Fotos Rowenskajas ausgestellt. Internationale Bekanntheit erreichte das Hotel durch Alejo Carpentiers Roman „La consagración de la primavera“ (Titel der deutschsprachigen Übersetzung: „Le Sacre du Printemps“).
Der „Parque de la Independencia“ ist der zentrale Platz Baracoas. Hier stehen die wichtigsten kulturellen Gebäude der Stadt. Im „Fondo de Bienes Culturales“ werden die Werke regionaler Bildhauer und Handwerker gezeigt. Die „Casa de la Trova“ lädt ihre Gäste zu kubanischer Livemusik ein. Das koloniale Veranstaltungsgebäude ist die „Casa de la Cultura“. Im Zentrum des Platzes erinnert eine Büste an den Indianerhäuptling Hatuey. Unweit des Platzes steht die „Casa del Chocolate“ in der „Calle Maceo“. Dort können Gäste heiße Schokolade aus regional angebautem Kakao verköstigen.

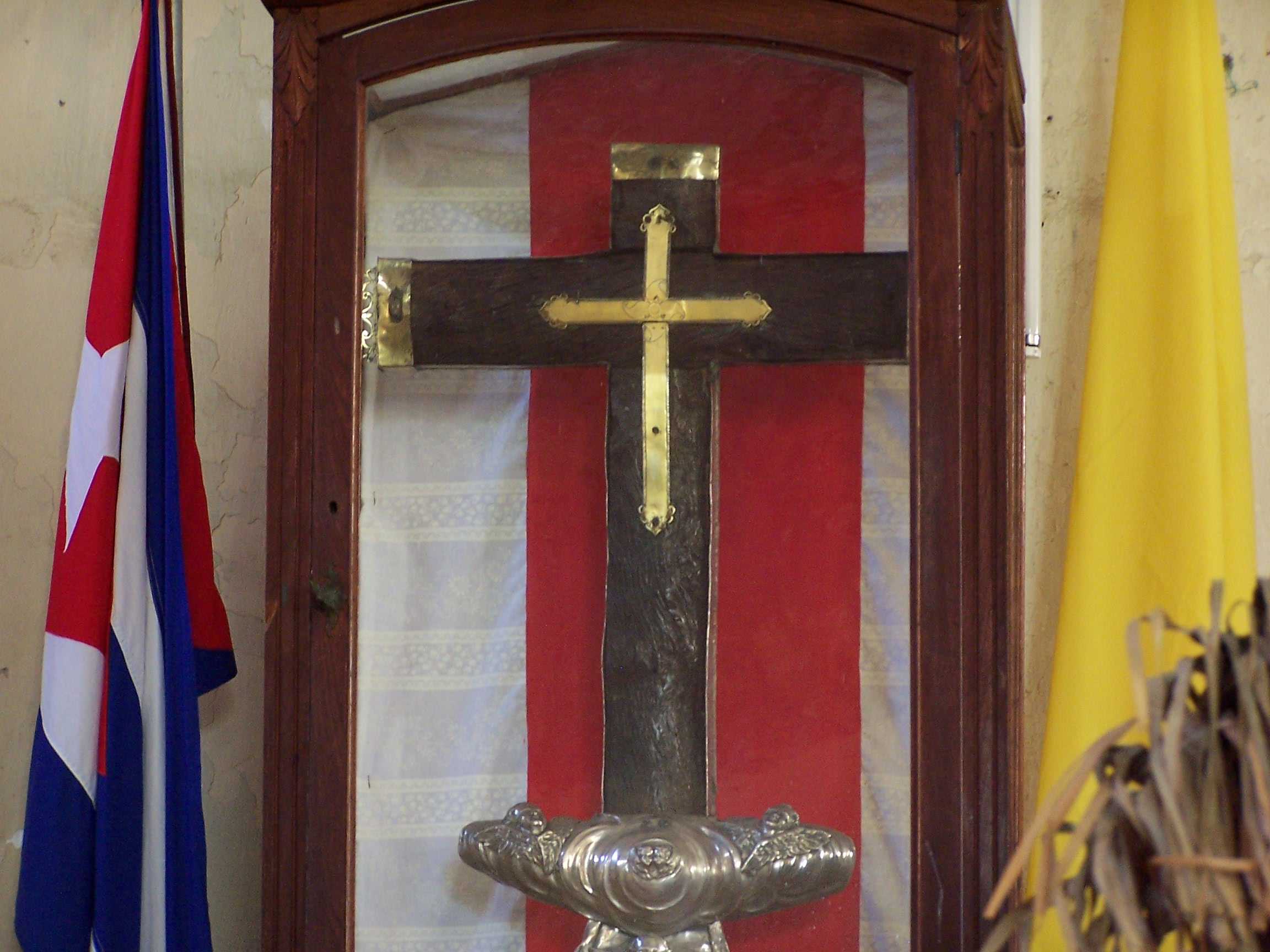
Cruz de la Parra

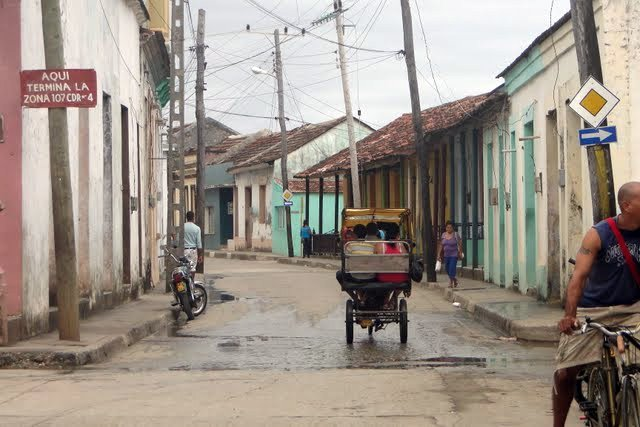
Bicitaxi auf der Straße von Baracoa

Die Kirche „Catedral Nuestra Señora de la Asunción“ – ebenfalls am „Parque de la Independencia“ gelegen – ist eines der ältesten Gebäude der Insel. Sie wurde am Tag der Gründung der Stadt geweiht. 1833 wurde das Gebäude komplett restauriert. Sie beherbergt das Cruz de la Parra, welches Christoph Kolumbus bei seiner ersten Entdeckungsreise am Ort der heutigen Stadt Baracoa errichtet hat.
Östlich des Baseballstadions befindet sich die „Boca de Miel“ – die Mündung des Flusses Miel. Mit einem Ruderboot kann man sich in das gleichnamige Dorf übersetzen lassen. Dies ist Ausgangspunkt für Wanderungen, unter anderem zu einer mit Wasser gefüllten Grotte.

### Municipio Baracoa

Tafelberg „El Yunque“

Zirka 27 km östlich von Baracoa liegt das traditionelle Fischerdorf „Boca de Yumurí“. Von dort aus können Bootsfahrten flussaufwärts durch den bis zu 180 m tief eingeschnittenen Canyon durchgeführt werden.

#### Biosphärenreservat Cuchillas del Toa
Schon von weitem sieht man den Tafelberg El Yunque (spanisch für: „der Amboss“). Der 575 m hohe Kalksteinfelsen ist wie die Umgebung mit reichhaltiger Vegetation überzogen. Den einst ansässigen Taíno war der Berg heilig. Spanischen Seefahrern diente er aufgrund seiner markanten Formation stets als Orientierungshilfe.
Der Parque Nacional Alejandro de Humboldt (spanisch für: „Alexander-von-Humboldt-Nationalpark“) ist seit 2001 UNESCO-Weltnaturerbestätte. Aufgrund seiner landschaftlichen Diversität und der Vielzahl an endemischen Arten in Flora und Fauna ist der Nationalpark eines der bedeutendsten Naturschutzgebiete der Welt. Er umfasst auf terrestrischen und marinen Gebieten, Mangrovenwälder, vorgelagerte Riffe, Regenwälder und den Gipfel des „El Toldo“. Zirka 20 km nordwestlich der Stadt liegt die „Bahía de Taco“. Das dort befindliche Besucherzentrum  bietet geführte Touren durch den Nationalpark zu Land und zu Wasser an.
Mit dem Salto Fino befindet sich der höchste Wasserfall der Karibik in dieser Gemeinde. Er entsteht durch einen plötzlichen Abfall des Arroyo del Infierno (Höllenbachs), einem Nebenfluss des Quibijan-Flusses. Dieser wiederum fließt zusammen mit 71 anderen Strömungen in den Río Toa, den größten Fluss Kubas.

## Wirtschaft

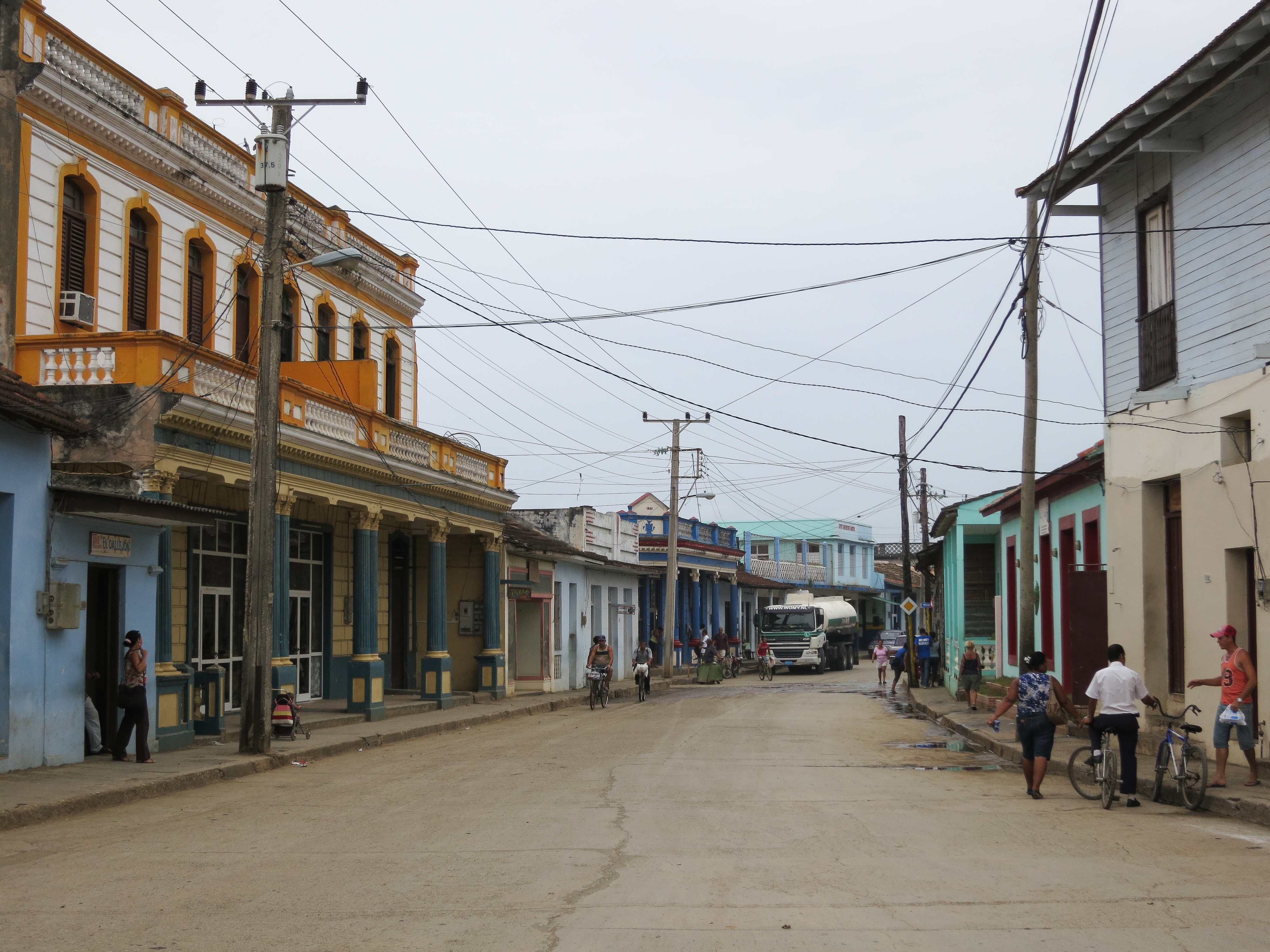
Baracoa Stadt

Seit jeher bilden die natürlichen Ressourcen der näheren Umgebung die wirtschaftliche Grundlage Baracoas: In den dichten Wäldern vor den Toren der Stadt wird großflächig Holzwirtschaft betrieben. Zahlreiche Genossenschaften bewirtschaften darüber hinaus Palmen-, Kakao-, Kaffee- und Bananenplantagen. Der Kakao wird direkt in Baracoas Schokoladenfabrik zur Schokolade der Marke Hatuey weiterverarbeitet. Neben der Landwirtschaft gibt es begrenzte Fischerei mit kleinen Booten.
Seit den 1990er Jahren hat sich auch der internationale Tourismus zu einem wichtigen Wirtschaftszweig entwickelt. Neben den zahlreich vorhandenen privaten Unterkünften (casas particulares) verfügt Baracoa über fünf größere Hotelanlagen:
- „Hotel El Castillo“ (3* / einstige Festungsanlage am Berghang über der Stadt)
- „Hotel Porto Santo“ (3* / neben dem Flughafen „Gustavo Rizo“)
- „Hotel La Rusa“ (2* / direkt am „Malecón“)
- „Hostal La Habanera“ (3* / am „Parque de la Independencia“)
- „Hotel Villa Maguana“ (3* / von Baracoa zirka 21 km Richtung Moa)

## Verkehr
Baracoa ist auf dem Landweg von Süden her über die 1964 errichtete und gut ausgebaute Passstraße La Farola (Teil der Carretera Central) und aus Nordwesten über eine, auf einigen Abschnitten unbefestigte aber befahrbare Landstraße nach Moa erreichbar. Der nächste Bahnhof befindet sich in Guantánamo, 150 km südwestlich der Stadt.
Der Regionalflughafen „Aeropuerto Nacional Gustavo Rizo“ bietet unter anderem Inlandsflüge nach Havanna.
Die staatlichen Busgesellschaften Viazul und Astro bieten unter anderem direkte Fahrten nach Santiago de Cuba und Havanna am Busterminal nahe der „Fuerte de la Punta“ an der Spitze der Landzunge von Baracoa an.
Nach Moa und Guantánamo verkehren regelmäßig einige LKWs, die Passagiere befördern.
Auch der ÖPNV innerhalb des Stadtgebietes wird mit unterschiedlichsten Bussen und LKWs sowie zahlreichen Pferdefuhrwerken und Bicitaxis bedient.

## Persönlichkeiten
- Chombo Silva (1913–1995), Geiger und Saxophonist
- María Caridad Colón (* 1958), Speerwerferin
- José Legrá (* 1943), Boxer
- Selenis Leyva (* 1972), Schauspielerin